# 綏寧県
綏寧県（すいねい-けん）は中華人民共和国湖南省邵陽市に位置する県。

## 行政区画
- 鎮：長鋪鎮、武陽鎮、李熙橋鎮、紅岩鎮、唐家坊鎮、金屋塘鎮、瓦屋塘鎮、黄土砿鎮
- 郷：水口郷
- 民族郷：東山トン族郷、鵝公嶺トン族ミャオ族郷、寨市ミャオ族トン族郷、楽安鋪ミャオ族トン族郷、関峡ミャオ族郷、長鋪子ミャオ族トン族郷、麻塘ミャオ族ヤオ族郷、河口ミャオ族郷